# Réforme licence-master-doctorat (République démocratique du Congo)
 (janvier 2025).
La mise en forme du texte ne suit pas les recommandations de Wikipédia : il faut le « wikifier ».
Les points d'amélioration suivants sont les cas les plus fréquents :
- Les titres sont pré-formatés par le logiciel. Ils ne sont ni en capitales, ni en gras.
- Le texte ne doit pas être écrit en capitales (les noms de famille non plus), ni en gras, ni en italique, ni en « petit »…
- Le gras n'est utilisé que pour surligner le titre de l'article dans l'introduction, une seule fois.
- L'italique est rarement utilisé : mots en langue étrangère, titres d'œuvres, noms de bateaux, etc.
- Les citations ne sont pas en italique mais en corps de texte normal. Elles sont entourées par des guillemets français : « et ».
- Les listes à puces sont à éviter, des paragraphes rédigés étant largement préférés. Les tableaux sont à réserver à la présentation de données structurées (résultats, etc.).
- Les appels de note de bas de page (petits chiffres en exposant, introduits par l'outil «  Source ») sont à placer entre la fin de phrase et le point final[comme ça].
- Les liens internes (vers d'autres articles de Wikipédia) sont à choisir avec parcimonie. Créez des liens vers des articles approfondissant le sujet. Les termes génériques sans rapport avec le sujet sont à éviter, ainsi que les répétitions de liens vers un même terme.
- Les liens externes sont à placer uniquement dans une section « Liens externes », à la fin de l'article. Ces liens sont à choisir avec parcimonie suivant les règles définies. Si un lien sert de source à l'article, son insertion dans le texte est à faire par les notes de bas de page.
- La présentation des références doit suivre les conventions bibliographiques. Il est recommandé d'utiliser les modèles {{Ouvrage}}, {{Chapitre}}, {{Article}}, {{Lien web}} et/ou {{Bibliographie}}. Le mode d'édition visuel peut mettre en forme automatiquement les références.
- Insérer une infobox (cadre d'informations à droite) n'est pas obligatoire pour parachever la mise en page.

Pour une aide détaillée, merci de consulter Aide:Wikification.
Si vous pensez que ces points ont été résolus, vous pouvez retirer ce bandeau et améliorer la mise en forme d'un autre article.
Pour les articles homonymes, voir LMD.
Pour un article plus général, voir Processus de Bologne.
La réforme licence-master-doctorat (ou réforme LMD) a été mise en place en République démocratique du Congo en 2021. Il s'agit d'un ensemble de mesures modifiant le système d'Études supérieures en République démocratique du Congo pour l'adapter aux standards européens de la Réforme bachelier-master-doctorat. Les textes fondateurs de cette réforme paraissent en 2014, mais son application dure plusieurs années.
Elle met en place principalement une architecture basée sur trois Grade universitaire en République démocratique du Congo grades (Diplôme national de licence, Diplôme national de master, et Diplôme national de doctorat), une organisation des enseignements en semestres et unités d’enseignement, la mise en œuvre des Système congolaise de transfert et d'accumulation de crédits crédits congolaise et par la délivrance d'une Supplément au diplôme annexe descriptive au diplôme.

## Histoire
Le système Licence-Master-Doctorat (LMD) a été introduit dans le cadre du processus de Bologne, une initiative visant à harmoniser les systèmes d'enseignement supérieur en Europe et au-delà. Ce processus rassemble 48 pays, dont 29 membres de l'Union européenne comme la France, l'Allemagne, et le Royaume-Uni, ainsi que d'autres nations telles que la Roumanie et la Turquie. L'objectif principal de ce système est de faciliter la reconnaissance des qualifications universitaires à l'échelle internationale et de promouvoir la mobilité des étudiants. En conséquence, les étudiants ont la possibilité de réaliser des stages ou de poursuivre une partie de leurs études dans ces pays tout en progressant dans le cadre du système LMD. En 2021, la République Démocratique du Congo (RDC) a adopté le système LMD.
Cependant, trois ans après son implantation, plusieurs institutions académiques et administratives du pays s'interrogent sur la pertinence de continuer avec ce système ou de revenir à l'ancien modèle graduat-licence-master-doctorat. Afin de répondre à cette question, une évaluation a été menée auprès des personnels administratifs et académiques, ainsi que des étudiants, sur une période allant du 4 juillet au 11 juillet 2024. Cette évaluation vise à recueillir des avis et des données permettant de déterminer l'impact du système LMD et de guider les décisions futures concernant l'enseignement supérieur en RDC.
Ce changement vise à aligner les niveaux d’éducation sur les normes internationales et favoriser la reconnaissance des qualifications académiques de la RDC dans le monde. Cela été l’un des principaux griefs sur la compétitivité des diplômes universitaires congolais qui étaient rejetés à l’extérieur du pays.
Depuis son introduction dans le système éducatif de la République Démocratique du Congo, le système Licence-Master-Doctorat (LMD) suscite des débats quant à son impact sur la qualité de l’enseignement supérieur.

## Fonctionnement
Le système LMD est basé sur une architecture en trois grades: Licence, Master (M), Doctorat (D), une organisation des formations universitaires en semestres et en unités d’enseignements (UE) capitalisables et une mise en œuvre d’un système de crédit.
Dans le cursus universitaire, selon le système LMD, le grade Licence sanctionne la fin du premier cycle, le grade Master la fin du second cycle et le grade Doctorat la fin du troisième cycle.

### Semestres et grades
Le semestre est la durée périodique des enseignements, il recouvre un certain nombre d’unités d’enseignements (UE). Une année universitaire compte deux (02) semestres, chaque semestre dure 14 ou 16 semaines.
La semestrialisation est l’un des principes du système LMD. Les enseignements sont organisés en semestres et non plus en années.
Le grade de Licence compte six (06) semestres, il est organisé en trois niveaux :
- 1. Licence 1 (L1) comprend le semestre 1 (S1) et le semestre 2 (S2) ;
- 2. Licence 2 (L2) comprend le semestre 3 (S3) et le semestre 4 (S4) ;
- 3. Licence 3 (L3) comprend le semestre 5 (S5) et le semestre 6 (S6).

Le grade de Master compte quatre (04) semestres, il est organisé en deux niveaux :
- 1. Master 1 (M1) comprend le semestre 7 (S7) et le semestre 8 (S8) ;
- 2. Master 2 (M2) comprend le semestre 9 (S9) et le semestre 10 (S10).

Le grade de Doctorat compte six (06) semestres, il est organisé en trois niveaux :
- 1. Le Doctorat 1 (D1) comprend le semestre 11 (S11) et le semestre 12 (S12) ;
- 2. Le Doctorat 2 (D2) comprend le semestre 13 (S13) et le semestre 14 (S14) ;
- 3. Le Doctorat 3 (D3) comprend le semestre 15 (S15) et le semestre 16 (S16).

Ainsi dans le système LMD, il faut seize (16) semestres pour obtenir le Doctorat.

### Unité d'enseignement
L’unité d’enseignement (UE) est une subdivision autonome et cohérente d’un parcours de formation. Une fois validée, elle est acquise pour toujours : on dit que l’UE validée est capitalisable.
Quatre types d’UE peuvent exister dans un programme de formation : les UE fondamentales, les UE optionnelles, les UE transversales et les UE libres.
- Les UE fondamentales renferment les enseignements que tous les étudiants d’une filière doivent suivre.
- Les UE optionnelles concernent les enseignements réservés à une catégorie d’étudiants dans une filière : approfondissement ou professionnalisation.
- Les UE transversaux renferment les enseignements (destinés à donner des outils) que les étudiants d’horizons divers peuvent suivre ensemble : langue ; Informatique ; etc.
- Les UE libres concernent les enseignements que peut choisir l’étudiant selon ses besoins et ses gouts : animation culturelle et sportive, etc.

### Système de crédit
Le crédit est la quantité déterminant la valeur d’une unité d’enseignement (UE), il traduit la qualité de la charge de travail d’un étudiant. Un crédit équivaut à 20 heures de charge de travail.
La charge de travail d’un étudiant durant un semestre est estimée à 600 heures (cours magistraux, travaux dirigés, travaux pratiques, séminaires, stages, travail personnel de l’étudiant (TPE)). Cette charge de travail correspond à 30 crédits. Il appartient à l’équipe pédagogique de répartir ces 30 crédits (donc ces 600 heures) entre les différentes unités d’enseignements (UE) qui composent le semestre. Cette équipe pédagogique répartit aussi le crédit alloué à chaque UE entre les différents éléments constitutifs (e.c.). Cette répartition des 30 crédits du semestre est présentée à l’étudiant sous forme de tableau appelé « maquette pédagogique ».